# La Tronca
La Tronca és una muntanya rocosa de 1.458,5 m alt del límit dels termes comunals d'Estoer i Vallestàvia, tots dos de la comarca del Conflent, a la Catalunya del Nord.
És al sud-est de la Collada del Teixó i al nord del Roc de Cardeniu, a ponent i damunt de la Farga de la Molina, d'Estoer.